# Sabina Petrilli
Sawina Petrilli (ur. 29 sierpnia 1851 w Sienie, zm. 18 kwietnia 1923 tamże) – włoska zakonnica, założycielka Zgromadzenia Sióstr Ubogich św. Katarzyny ze Sieny, Błogosławiona Kościoła katolickiego.

## Życiorys
Była drugim dzieckiem swoich rodziców. W 1869 roku została przyjęta przez papieża Piusa IX, a 15 sierpnia 1873 roku złożyła śluby czystości. Założyła Zgromadzenie Sióstr Ubogich św. Katarzyny ze Sieny. Zmarła mając 71 lat w opinii świętości.
Została beatyfikowana przez papieża Jana Pawła II 24 kwietnia 1988 roku.